# تیرابگون
تیرابگون، روستایی از توابع بخش سرفاریاب شهرستان کهگیلویه در استان کهگیلویه و بویراحمد ایران است.
آستان امامزادگان سیدجلال الدین و سیدعابدین در روستای تیرآبگون از توابع بخش سرفاریاب در ۳۰ کیلومتری شهر دهدشت و بر روی تپه ای برجسته در مجاور دره ای عمیق قرارگرفته است. بنای ساختمان بقعه امامزاده سیدجلال الدین چهارگوش شامل: حرم، ایوان و شبستان ۴ در۳ متر که بر بالای آن گنبدی هلالی استوار گردیده است. در فاصله حدود ۴۰ متری این امامزاده مرقد منور سید عابدین واقع شده که به شکل سنتی با سنگ و گچ ساخته شده است.

## جمعیت
این روستا در دهستان سرفاریاب قرار دارد و براساس سرشماری مرکز آمار ایران در سال ۱۳۸۵، جمعیت آن ۲۳۲ نفر (۵۳خانوار) بوده‌است؛ که اکنون خیلی کم شده است تقریباً ۲۰ خانوار می‌شوند